# Walentin Bogdienko
Walentin Łukicz Bogdienko (ros. Валентин Лукич Богденко, ur. 18 kwietnia?/1 maja 1903 w Iwanowie w guberni tulskiej, zm. 25 października 1995 w Petersburgu) – radziecki wiceadmirał, uczestnik II wojny światowej.

## Życiorys
Urodził się w rosyjskiej rodzinie chłopskiej. Wstąpił do wiejskiej komórki Komsomołu, brał udział w wojnie domowej od 1919 roku, był żołnierzem powiatowego oddziału specjalnego przeznaczenia. Ukończył powiatową szkołę partyjną w 1920 roku i rabfak przy Moskiewskim Instytucie Łączności w 1923 roku. We Flocie Czerwonej od 17 października 1923 roku, powołany przez leningradzki wojenkomat, służył na krążowniku „Aurora”. W 1926 ukończył Szkołę Marynarki Wojennej im. Frunzego, a w 1937 Akademię Marynarki Wojennej im. K. E. Woroszyłowa. W latach 1926–1932 służył na okrętach Floty Bałtyckiej i Flotylli Amurskiej. W 1929 brał udział w walkach podczas konfliktu o Kolej Wschodniochińską, a w latach 1937-1938 walczył w hiszpańskiej wojnie domowej. W latach 1938–1943 był szefem sztabu Floty Oceanu Spokojnego, a w latach 1943-1944 szefem wydziału operacyjnego Sztabu Głównego Marynarki Wojennej ZSRR. W 1944 wchodził w skład delegacji wysłanej w celu podpisania układu rozejmowego z Rumunią. W latach 1944–1946 asystent przewodniczącego Sojuszniczej Komisji Kontroli w Rumunii. W latach 1946–1948 był przedstawicielem marynarki wojennej ZSRR w Komitecie Sztabu Wojskowego Rady Bezpieczeństwa ONZ w Nowym Jorku. W latach 1949–1953 był szefem wydziału morskich placówek oświatowych i starszym dowódcą marynarki wojennej w Leningradzie. Od 1954 roku kierownik Wyższej Szkoły Marynarki Wojennej im. Frunzego. Od maja 1965 na emeryturze. Zmarł 25 października 1995 roku i został pochowany na cmentarzu Serafimowskim.